# Albert Kahn (arkitekt)

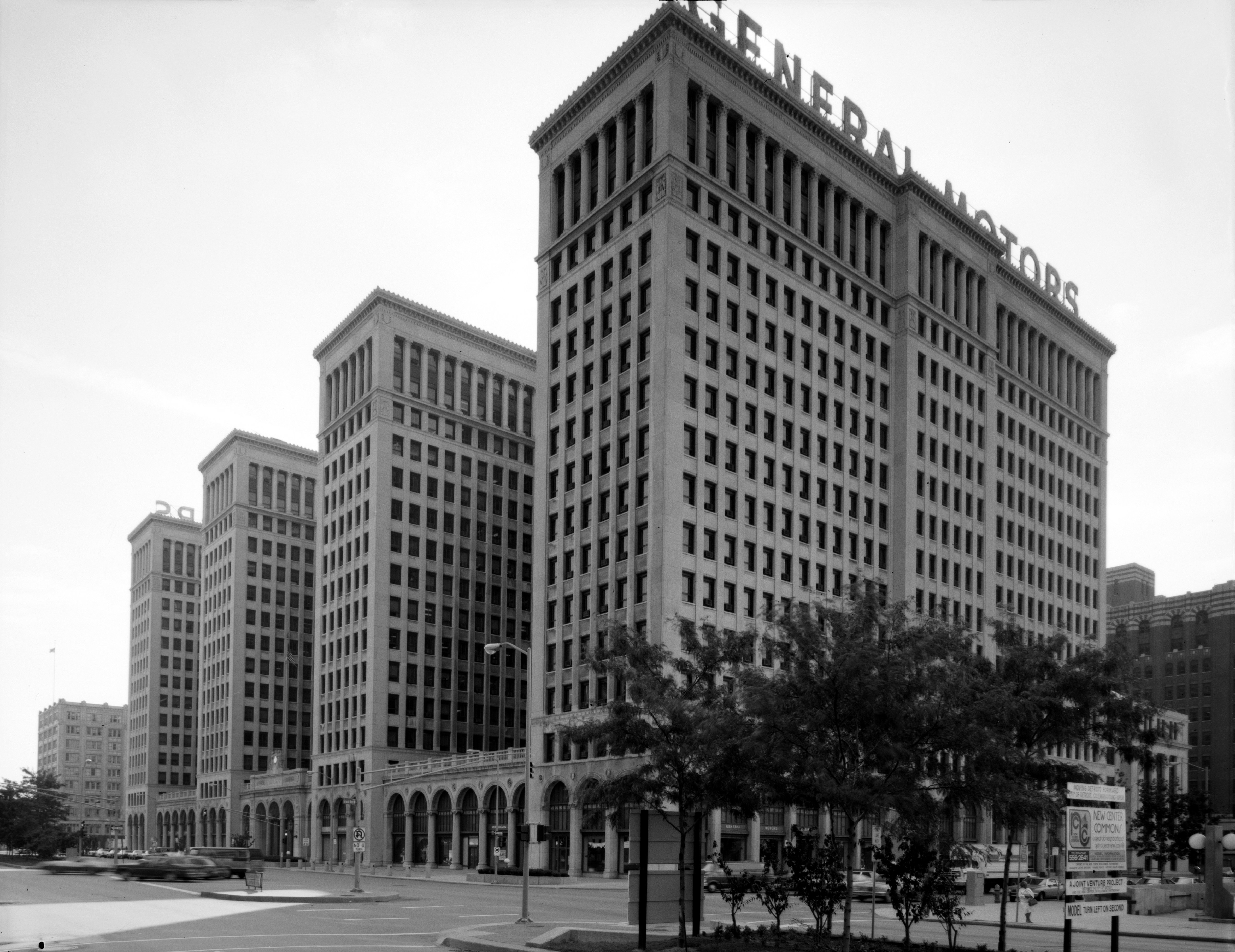
Byggnader för General Motors av Albert Kahn

Albert Kahn, född 21 mars 1869, död 8 december 1942, var en amerikansk arkitekt. Han ritade ett stort antal byggnader i Detroit och var specialiserad i att formge och konstruera fabriker.
Albert Kahn grundade arkitektbyrån Albert Kahn Associates. Kahn utvecklade en ny sorts konstruktion där betong ersatte trä i fabriksutformningar. Den första realiseringen av denna metod blev Packards bilfabrik som stod klar 1903. Kahn fick sedan i uppdrag att formge Fords fabriker i Highland Park och Bois Blanc Island. Kahn kom även att rita Fords enorma fabrikskomplex Ford Rouge Plant 1917–1928. 
Kahn ritade även Art Deco Fisher Building i Detroit.